# Alchemilla uralensis
Alchemilla uralensis é uma espécie de rosácea do gênero Alchemilla, pertencente à família Rosaceae.